# Mahnivka, Kozeatîn
Mahnivka (în ucraineană Махнівка) este localitatea de reședință a comunei Komsomolske din raionul Kozeatîn, regiunea Vinnița, Ucraina.

## Demografie
Componența lingvistică a localității Komsomolske
     Ucraineană (96,16%)
     Romani (2,02%)
     Rusă (1,67%)
     Alte limbi (0,03%)
Conform recensământului din 2001, majoritatea populației localității Komsomolske era vorbitoare de ucraineană (96,16%), existând în minoritate și vorbitori de romani (2,02%) și rusă (1,67%).